# Methanocorpusculaceae
Famille
Genres de rang inférieur
- Methanocorpusculum

Les Methanocorpusculaceae sont une famille d'archées de l'ordre des Methanomicrobiales. 